# Сальвадори, Луиджи
Луиджи Сальвадори (19 мая 1925, Маддалони (Maddaloni), Италия — 9 февраля 2019) — итальянский специалист по прикладной математике, механике и теории устойчивости. Иностранный член РАН (1994).
Профессор рациональной механики в университете Катании (1967—1969), университете Неаполя (1969—1971), Римского университета (1971—1978) и университета Тренто (с 1978 года). С 2000 года — почётный профессор рациональной механики университета Тренто.
Член-корреспондент Туринской Академии наук, секция математики и приложений, с 5 мая 1993 г. Член Академии деи Линчеи с 1992 года.